# Велька-Ломница
Велька-Ломница (словац. Veľká Lomnica) — село и одноимённая община в районе Кежмарок Прешовского края Словакии. В письменных источниках начинает упоминаться с 1257 года.

## География
Село расположено в западной части края, на левом берегу реки Попрад, при автодороге 66. Абсолютная высота — 649 метров над уровнем моря. Площадь муниципалитета составляет 19,12 км².

## Население
| Год:                | 1994 | 2004     | 2014     | 2024     |
| ------------------- | ---- | -------- | -------- | -------- |
| Количество человек: | 3252 | 3760     | 4536     | 5529     |
| Разница:            |      | +15,62 % | +20,63 % | +21,89 % |

По данным последней официальной переписи 2011 года, численность населения Велька-Ломницы составляла 4289 человек.
Национальный состав населения (по данным переписи населения 2011 года):
| Национальность | Численность, человек |
| -------------- | -------------------- |
| словаки        | 2782                 |
| цыгане         | 1138                 |
| чехи           | 15                   |
| венгры         | 11                   |
| поляки         | 6                    |
| немцы          | 2                    |
| русины         | 2                    |
| болгары        | 1                    |
| украинцы       | 1                    |
| другие         | 7                    |
| не указана     | 267                  |